# Murat Arkın
Murat Arkın (bürgerlich Murat Cüreklibatır; * 4. Mai 1975 in Istanbul) ist ein türkischer Schauspieler.

## Leben und Karriere
Arkın wurde am 4. Mai 1975 in Istanbul geboren. Er ist der Sohn des türkischen Schauspielers Cüneyt Arkın. In seinen Kindesalter spielte er in den Filmen Vatandaş Rıza und Önce Hayaller Ölür mit. Er studierte an der Marmara-Universität. Danach war Arkın 2011 in der Fernsehserie Pis Yedili sehen. Anschließend trat er 2012 in der Serie Harem auf. Unter anderem wurde er für den Film Panzehir gecastet. 2018 bekam er in dem Film Börü die Hauptrolle. Von 2021 bis 2022 spielte er in der Serie Börü 2039 die Hauptrolle.

## Filmografie (Auswahl)
Filme
- 2014: Panzehir
- 2016: Dağ II
- 2018: Arif V 216
- 2018: Hürkuş: Göklerdeki Kahraman
- 2018: Börü

Serien
- 2011: Pis Yedili
- 2012: Harem
- 2018: Börü
- 2021–2022: Börü 2039

Sendungen
- 2014: Makina Kafa
- 2022: Uykusuzlar Kulübü